# Chironomus pallidivittatus
Chironomus pallidivittatus är en tvåvingeart som beskrevs av Malloch 1915. Chironomus pallidivittatus ingår i släktet Chironomus och familjen fjädermyggor. Arten har ej påträffats i Sverige. Inga underarter finns listade i Catalogue of Life.